# Izbistye
Izbistye (szerbül Избиште / Izbište, németül Izbischte) település Szerbiában, a Vajdaságban, a Dél-bánsági körzetben, Versec községben.

## Fekvése
Versectől délnyugatra, Homokszil, Porány és Fürjes közt fekvő település.

## Története
Izbistye történetéről a török hódoltságig nem maradt fenn írásos adat, azonban a hódoltság végén már lakott helyként említették, és az 1717. évi kamarai jegyzékbe már Isbiste néven vették fel, 20 házzal. Gróf Mercy-féle térképén Ispistes néven szerepelt.
Az 1770-1773-as években a német-szerb határőröké volt és a bánsági katonai határőrvidékhez tartozott.
1910-ben 3728 lakosából 320 fő magyar, 622 fő német, 2546 fő szerb 27 fő szlovák, 86 fő román, 2 fő horvát, 114 fő egyéb (legnagyobbrészt cigány és krassován) anyanyelvű volt. Ebből 930 fő római katolikus, 49 fő református, 31 fő ág. hitv. evangélikus, 2693 fő görögkeleti ortodox, 14 fő egyéb vallású volt. Írni és olvasni 2030 fő tudott. 514 lakos tudott magyarul.
A trianoni békeszerződés előtt Temes vármegye Fehértemplomi járásához tartozott.

## Népesség

### Demográfiai változások
| 1948 | 1953 | 1961 | 1971 | 1981 | 1991 | 2002 | 2011 |
| ---- | ---- | ---- | ---- | ---- | ---- | ---- | ---- |
| 2506 | 2410 | 2408 | 2257 | 2094 | 2004 | 1728 | 1472 |

## Híres emberek
- Itt született 1902. szeptember 11-én Žarko Zrenjanin Uča jugoszláv nemzeti hős, és a kommunista mozgalom vezetője a Vajdaságban
- Itt született 1906. április 24-én Isa Jovanović nemzeti hős, jugoszláv partizán, a háború után pedig a Jugoszláv Szocialista Szövetségi Köztársaság magas rangú politikusa
- Itt született 1909. április 26-án Anđa Ranković nemzeti hős, partizán, a Jugoszlávia népeinek felszabadítási harcában halt meg

## Nevezetességek
- Görögkeleti temploma - 1833-ban épült

## Panorámakép

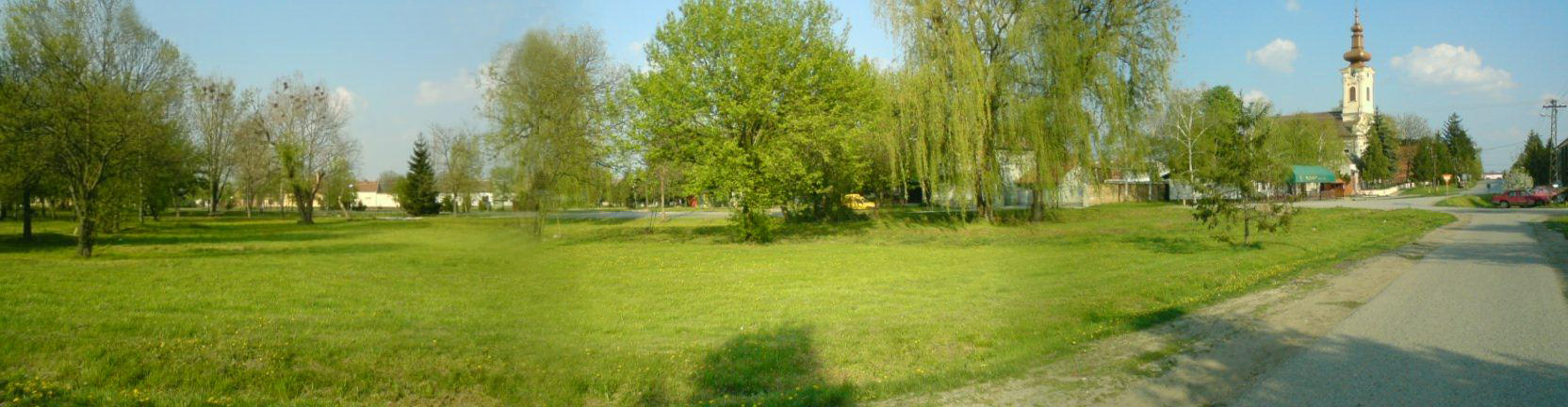
Izbistyei utcarészlet az ortodox templommal

## Jegyzetek

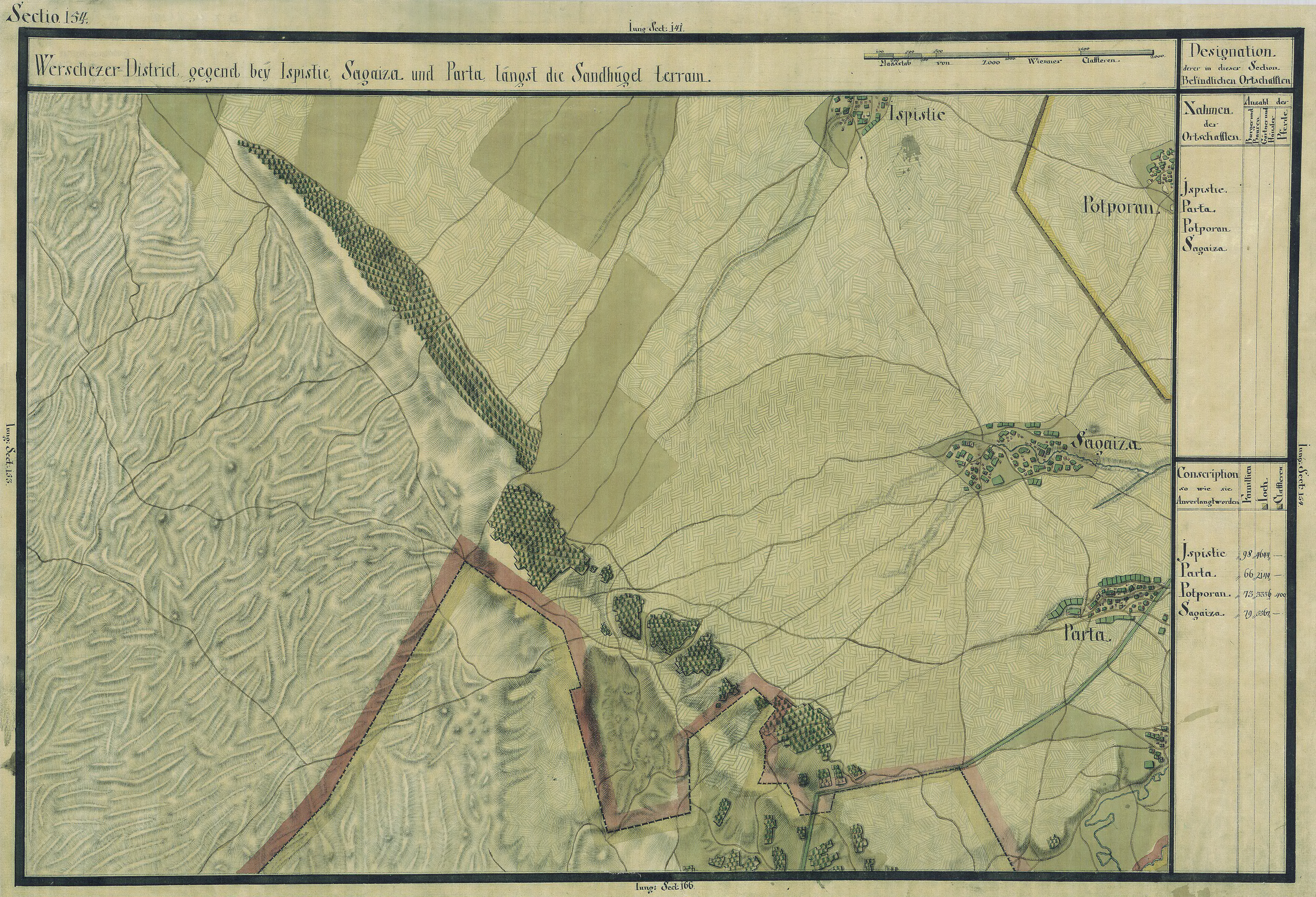
Izbistye egy régi térképen